# Robertstown (Australie)
Pour les articles homonymes, voir Robertstown.
Robertstown est une ville située dans la région de Goyder en Australie-Méridionale, au nord d'Adélaïde.
Sa population était de 223 habitants en 2021.